# Gryten (Risinge socken, Östergötland)
Gryten är en sjö i Finspångs kommun i Östergötland och ingår i Nyköpingsåns huvudavrinningsområde. Sjön är 4,9 meter djup, har en yta på 0,148 kvadratkilometer och är belägen 57,1 meter över havet.

## Delavrinningsområde
Gryten ingår i det delavrinningsområde (652183-150406) som SMHI kallar för Utloppet av Östjuten. Medelhöjden är 69 meter över havet och ytan är 36,75 kvadratkilometer. Räknas de 3 avrinningsområdena uppströms in blir den ackumulerade arean 66,99 kvadratkilometer. Bokvarnsån (Svarttorpsån) som avvattnar avrinningsområdet har biflödesordning 2, vilket innebär att vattnet flödar genom totalt 2 vattendrag innan det når havet efter 120 kilometer. Avrinningsområdet består mestadels av skog (78 procent). Avrinningsområdet har 6,59 kvadratkilometer vattenytor vilket ger det en sjöprocent på 17,9 procent.